# Exalcidion carenatum
Exalcidion carenatum är en skalbaggsart som beskrevs av Monné 1990. Exalcidion carenatum ingår i släktet Exalcidion och familjen långhorningar. Inga underarter finns listade i Catalogue of Life.